# Komnät Fbas
Kommunikationsnät Flygbas är ett kommunikationsnätskoncept för flygbassystem för svenska flygvapnet som togs fram för att vidareutveckla sambandslösningen ingående i Bas 90-systemet. Syftet var att göra flygbaserna rörligare och att kunna nyttja flygbaskonceptet såväl nationellt som internationellt.

## Bakgrund
Försvarsmaktens inriktning mot mer flexiblet uppträdande, en mer internationell uppgift samt flygvapnets alltmer internationella övningsverksamhet gjorde att det fasta system av anläggningar och infrastruktur som nyttjats i Bas 90-systemet inte längre var användbart. Behovet av att kunna medföra flygbasfunktioner och stödsystem för bl.a. flygunderhåll även utomlands skapade behovet av ett trasnportabelt ledningsystem kapabelt att kunna utgöra en fullständig flygbas. I slutet av 1990-talet togs det därför fram en försöksutrustning (Telesystem Bas Internationella Insatser - TBII) som utgjorde en försöksplattform för teknik och metodik. Parallellt med TBII utvecklades sedan en Funktionsmodell Kommunikationsnät Flygbas (FUM) som till sitt utförande mer påminde om det som sedan blev Kommunikationsnät flygbas. En del av utvecklingsarbetet skedde på Byholma flygbas.
Hösten 2007 levererades den första av två system Komnät Flygbas till F17. I december 2008 levererades det andra systemet till Norrbottens flygflottilj.

## Systemets uppbyggnad
Komnät Flygbas är uppbyggt av utrustning monterat i 20-fots containrar samt lösa stativlådor. Med ett komplett system upprättat utgör Komnät Flygbas en komplett flygplats med flygledartorn, landningsradar, flygplatsbelysning och stabsfunktioner.
Stabsfunktionerna omfattar funktioner för stabsstöd såsom SWECCIS, en mjukvarustyrd radiofunktion kallad Wave samt anslutningar till stödsystem på FM-IP (Försvarsmaktens IP-nät). Systemet innehåller även ett IP-telefonisystem.

### Telecontainer (TC)
Telecontainern innehåller den huvudsakliga infrastrukturen för driften av kommunikationsnätverket (KNV). Telecontainern förmedlar tal- och datatjänster och kan uppträda enskilt för leverans av enbart stabsfunktioner då flygtrafikledningsdelarna inte ska nyttjas.

### Telecontainer ATC (TC-ATC)
Telecontainer ATC (Air Traffic Control) innehåller de huvudsakliga systemen för flygtrafikledningstjänsten samt flygvädertjänster. Kritiska system finns både i TC och TC-ATC för att skapa den redundans i systemet som krävs för flygtrafikledningstjänst.

### Transportabel Ledningsenhet Stab (TLE Stab)
Trasnportabel ledningsenhet stab nyttjas för stabsfunktioner och innehållet ett generellt arbetsutrymme eller operatörsutrymme. Containern innehåller utrustning för att ta emot och sprida vidare KNV:t samt att koppla ut de förmågor som behöver nyttjas i stabsfunktionen, såsom t.ex. videokonferensutrustning.

### Transportabel Funktionsenhet Tower [TFE-TWR)
Transportabel funktionsenhet Tower är det transportabla flygledartornet som består av en 20-fots container monterad på ett släp med en saxlyft kapabel att hissa tornet till 6m höjd.

### Transportabel Funktionsenhet Approach (TFE-APP)
Transportabel Funktionsenhet Approach utgör det utrymme som flygledningstjänsten kan utföra inflygningskontrolltjänst och PAR-inflygning. För detta nyttjas den transportabla landningsradarn GCA.

### Ground Controlled Approach (GCA)
GCA är den landningsradar som nyttjas och som är av samma typ som PAR08 fast GCA:n är även bestyckad med en SSR-antenn (Secondary surveillance radar).

### Transportabelt banljus
Det transportabla banljuset är uppbyggt av två vagnar som är bestyckade med i huvudsak batteridrivna banljus. Systemets första vagn kallas även MOSKIT (Minimum Operating Strip Landing Lightning Kit) och innehåller även transportabla glidbanefyrar. Systemet kompletteras med en andra vagn kallad SALKIT (Supplementary Airfield Lightning Kit).

### Radiocontainer (RAC)
Radiocontainern innehåller radiosystem för flygtrafikledningen och är baserad i en 10-fots container. Antennsystemen upprättas i Transportabel Mast 30m.

### Radiocontainer TETRA (RAC-TETRA)
Radiocontainer TETRA var Komnät Flygbas nod för landmobil radio för förbandsledning. Containern innehöll en basstation samt en växel för ett TETRA-baserat radiosystem. I samband med att RAKEL infördes i Försvarsmakten avvecklades RAC-TETRA. 

### Underhållscontainer (UHC)
Underhållscontainern är ett verkstads- och verktygsutrymme avsett för underhåll via förbandets sambandspersonal.

### Reservdelscontainer (RMC)
Reservdelscontainern är en container som utgör förråd för de reservdelar förbandet behöver för drift och underhåll av Komnät Flygbas.

### Anslutningspunkter (AP)
För att sprida KNV-funktionerna till det grupperade förbandet nyttjas olika typer av anslutningspunkter (AP). Anslutningspunkterna strömförsörjs av en kraftenhet och en batterienhet som också är inbyggda i väderskyddade stativlådor.
- AP-F (Förband): Spridningspunkt för data- och telefoninätverk.
- AP-N (Nät): Anslutningspunkt för att ansluta Komnät Flygbas mot olika externa nät.
- AP-Ra (Radio): Gränssnittsomvandlare för anslutning av olika radioenheter och anpassning av dess signaler in i det IP-baserade KNV:t.
- AP-LMR (Land mobil radio): Enhet för att ta hantera radiotrafik från mobila och handburna enheter mot stationer integrerade i IP-nätverket. Kopplas till AP-Ra.
- AP-Ra180 (Radio 180): Enhet för att hantera radiotrafik för samverkan med andra enheter utanför Flygvapnet. Främst tänkt som samverkansradio mot Luftvärnsenheter och arméenheter. Kopplas till AP-Ra.
- AP-VHF/UHF: Enhet för att skapa möjlighet till medhörning på flygradiofrekvenser. Kopplas till AP-Ra.
- AP-PA (Public Announcemet): Enhet för anslutning av ett högtalarsystem för diverse utrop.
- AP-I2 (Internet version 2): Enhet avsedd att sprida kommersiellt internet inom Komnät Flygbas separerat från övrig trafik.
- AP-ST (säker trådlös): anslutningspunkt med intrångsskydd för att skicka funktioner ur Komnät Flygbas trådlöst.
- AP-DT (distribution trådlös): ansluts till AP-ST för att sprida det trådlösa nätverket inom angivet område.
- AP-FP (flygplansplats): Trådlös mottagare för att ta emot trafiken från AP-DT på en klargöringsplats för flygplan
- AP-DK (distribution kabel): anslutningspunkt för att sprida kommunikationsnätverket över kopparkabel.

## Kommunikationsnät i Flygvapnet
Utöver Komnät Flygbas har Flygvapnet en rad andra Komnät till sitt förfogande. I grunden har alla system byggts på samma tekniska plattform.
- Komnät C-130: Skaraborgs flygflottiljs och transportflygets Komnät. Konstruerat på samma tekniska plattform, men i mindre skala designat för att enbart betjäna transportflygets behov.
- Komnät Helikopter: Det första systemet byggdes på samma tekniska plattform som Komnät Flygbas och nyttjades bl.a. i NBG11. Avvecklades 2012-2013 och ersattes med Komnät Helikopter "ny" som till stora delar är baserat på en annan teknisk lösning och en annan taktik och metodik.
- Komnät Fast: Namnet på de tekniska åtgärder som görs på fasta flottiljer och flygbaser för att tekniskt anpassa dessa till de tekniska lösningar som övriga Komnät nyttjar.

## Insatser med Komnät Flygbas
Kommunikationsnät Flygbas har deltagit i en rad olika insatser, beredskapsförband och övningar.

### Nordic Battle Group 08
F 17 nyttjade Komnät Flygbas i beredskapsförbandet NBG 08 som en del i Airbase Unit. Systemet avsågs användas i sin förmåga som flygplats.
F 21 hade vid denna tidpunkt inte fått sitt system levererat utan nyttjade TBII.

### Stridsflygenhet 02 (SE02)
Under andra halvåret av 2009 hade F 17 ansvaret för att stå i beredskap med en stridsflygenhet. Komnät Flygbas stod i beredskap i sin förmåga som stabsstöd.

### Nordic Battle Group 11
F17:s system nyttjades i förmågan som komplett flygplats och var en del i den Airbase Unit som EAW innehöll.
F21:s system nyttjades i förmågan som stabsstöd på den tänkta strategiska flygplatsen inom NBG 11 och skulle i huvudsak stödja EAW stab och stridsflygsfunktionerna.

### Flyginsats Libyen (FL01 och FL02)
Under Flyginsats Libyen (FL01 och FL02) nyttjades F 21:s system ur NBG11 på plats på Sigonella flygbas.

### Adenviken ME03
Under insatsen Adenviken ME03 nyttjades F 17:s system i förmågan som stabsstöd vid den stödenhet som grupperade i Djibouti.